# تركي المالكي
تركي بن صالح المالكي ولد في محافظة الطائف في المملكة العربية السعودية عام 1974. عضو في قسم إدارة الخطط والعمليات بقياده القوات الجوية الملكية السعودية، و المتحدث الرسمي لوزارة الدفاع السعودية و المتحدث الرسمي باسم قوات التحالف العربي لدعم الشرعية في اليمن منذ 2017، خلفًا للواء الركن أحمد عسيري الذي تولى المهمة منذ بدء العمليات العسكرية التي تقودها القوات المسلحة السعودية وانطلاق عملية عاصفة الحزم، ثم عملية إعادة الأمل في اليمن.

## نبذة
حصل على درجة البكالوريوس في العلوم الجوية من كلية الملك فيصل الجوية بتقدير ممتاز عام 1997. وابتعث لدراسة الطيران بمدرسة طيران البحرية الأميركية بقاعدة بنساكولا البحرية في فلوريدا وأكمل تدريباته على العديد من الطائرات مثل تي-39، وتي-2، وتي-34. ليتخرج منها منتصف عام 2000. وحصل على درجة الماجستير في العلوم العسكرية من كلية القيادة والأركان عام 2015.
وعمل على طائرات إف-15 إس بقاعده الملك عبدالعزيز الجوية بالظهران، وقاعدة الملك خالد الجوية بخميس مشيط. وانتقل بعدها للعمل بقياده القوات الجوية الملكية السعودية في قسم إدارة الخطط والعمليات ليتقلد العديد من المناصب. حصل خلال خدمته العسكرية على العديد من الدورات ومنها؛ الدورة التأسيسية والمتقدمة على طائرات إف-15 إس ودورات في الحرب الإلكترونية، وإدارة المجال الجوي، وتخطيط العمليات الجوية، وعمليات الدفاع الجوي، ودورة قادة ضباط الأسراب، ودورة الوقاية ضد أسلحة الدمار الشامل، إضافة إلى دورات في القانون الدولي الإنساني الخاص بالنزاعات المسلحة.
في 27 يوليو 2017، أعلنت وزارة الدفاع السعودية تعيين العقيد الطيار الركن تركي المالكي متحدثًا باسم التحالف العربي لدعم الشرعية خلفًا للواء الركن أحمد عسيري الذي تولى المهمة منذ بدء العمليات العسكرية التي تقودها القوات المسلحة السعودية في اليمن، وانطلاق عملية عاصفة الحزم، ثم عملية إعادة الأمل في اليمن.